# 好きか嫌いか言う時間
『好きか嫌いか言う時間』（すきかきらいかいうじかん）は、TBS系列で2016年8月15日から2017年9月4日まで毎週月曜夜に放送されていたバラエティ番組。全30回。
レギュラー放送開始前に複数回単発特番として放送されており、レギュラー放送開始から9月5日まではタイトルが『坂上忍の好きか嫌いか言う時間』(さかがみしのぶのすきかきらいかいうじかん)だった。
レギュラー放送開始から2016年12月までは19:56 - 20:57枠で放送していた。2017年1月23日から『月曜名作劇場』が枠移動・縮小となり、20:00 - 21:50での放送となることが決まった。これに伴って、2017年1月から、本番組の通常編成時の放送時間が毎週月曜21:53 - 22:54に変更された。
2017年9月4日をもって当番組は終了した。

## 放送日時と放送時間の変遷

### パイロット版
| 回 | 放送日         | 放送時間（JST）               |
| -- | -------------- | ----------------------------- |
| 1  | 2015年 1月6日  | 火曜日 23:53 - 翌1:08（75分） |
| 2  | 2015年 10月1日 | 木曜日 21:00 - 22:48（108分） |
| 3  | 2016年 3月22日 | 火曜日 21:00 - 22:48（108分） |
| 4  | 2016年 6月30日 | 木曜日 19:56 - 22:54（178分） |

※レギュラー放送開始前日の2016年8月14日（日曜日）には、14:00 - 15:54（『スパニチ!!』枠）で直前SPを放送。

### レギュラー版
| 期間                | 期間       | 放送時間（JST）              |
| ------------------- | ---------- | ---------------------------- |
| 2016.8.15           | 2016.12.19 | 月曜日 19:56 - 20:57（61分） |
| 2017.1.3 （火曜日） | 2017.9.4   | 月曜日 21:53 - 22:54（61分） |

## 出演者

### MC（特番時代→レギュラー版）
- 坂上忍※2016年10月以降、不定期出演。
- 吉田敬（ブラックマヨネーズ）
- 山里亮太（南海キャンディーズ）※2016年10月から坂上不在時に出演[注 2]。

### MC（特番時代のみ）
- 若林正恭（オードリー）※第4回まで
- 大竹まこと※第1回のみ
- 博多大吉（博多華丸・大吉）※第2回のみ

### 進行(レギュラー版)
- 川田裕美
- 皆川玲奈（TBSアナウンサー）※2016年9月まで

### 進行(特番時代)
- 岡村仁美（当時TBSアナウンサー）※第1回のみ
- 皆川玲奈（TBSアナウンサー）※第2回から第4回まで
- 新井恵理那 ※第4回のみ

### 外国人出演者
主な出演者
- アメリカ合衆国

ネルソン・バビンコイ
シンガーソングライター。数多くの日本のバラエティー番組にも出演。
ケビン・クローン
2017年1月16日放送分にて出演。『ここがヘンだよ日本人』のレギュラー出演者として著名。
- ドイツ

サンドラ・ヘフェリン
タレント、コメンテーター。『ここがヘンだよ日本人』のレギュラー出演者（当時の芸名はヘーフェリン・アレキサンドラ→サンドラ・ヘーフェリン）。
- エリトリア

ネジャット
通訳、タレント。『ここがヘンだよ日本人』のレギュラー出演者。
- ガーナ

サミ・ポップ
2017年1月16日放送分のみ出演。俳優・タレントであり、『ここがヘンだよ日本人』のレギュラー出演者（当時の芸名はサムエル・ポップ・エニング）。
- 中華人民共和国

周来友
ジャーナリスト。日本に30年以上滞在し、中国の社会事情を詳しく解説。『ここがヘンだよ日本人』や『なかよしテレビ』にレギュラー出演していた事でも知られている。
- ブラジル

アマンダ
浅井企画所属のタレント。『ネプ&イモトの世界番付』のレギュラー出演者。

## 放送リスト

### パイロット版
| 回 | 放送日        | ゲスト | 当事者ゲスト                                              | 備考                    |
| -- | ------------- | --- | --------------------------------------------------------- | ----------------------- |
| 1  | 2015年1月6日  | 高岡早紀、浅田舞 | (なし)                                                    | ※23:53 - 翌1:08（75分） |
| 2  | 2015年10月1日 | 高岡早紀、田原総一朗、デヴィ夫人、 友近、堀江貴文、吉川美代子                                                                        | 藤田ニコル、こんどうようぢ、 とまん、ほりえりく、椎木里佳 | ※21:00 - 22:48（108分） |
| 3  | 2016年3月22日 | 大竹まこと、小芝風花、小籔千豊、田原総一朗、堀江貴文、 横澤夏子、吉川美代子、りゅうちぇる、REINA、若槻千夏                           | (なし)                                                    | ※21:00 - 22:48（108分） |
| 4  | 2016年6月30日 | 哀川翔、石原良純、河北麻友子、菊地亜美、 北村晴男、小籔千豊、坂下千里子、杉田かおる 武井壮、千原せいじ(千原兄弟)、友近、りゅうちぇる | 狩野英孝、田嶋陽子、 成田童夢、佐々木一真                 | ※19:56 - 22:54（178分） |

### レギュラー版
| レギュラー放送・第1シリーズ（2016年）                                                        | レギュラー放送・第1シリーズ（2016年） | レギュラー放送・第1シリーズ（2016年） | レギュラー放送・第1シリーズ（2016年）              |
| 回                                                                                           | 放送日                                | ゲスト | 備考                                               |
| -------------------------------------------------------------------------------------------- | ------------------------------------- | --- | -------------------------------------------------- |
| 1                                                                                            | 8月15日                               | 哀川翔、綾部祐二（ピース）、石原良純、勝俣州和、住田裕子、武井壮、 カンニング竹山、辰巳琢郎、デヴィ夫人、山田菜々、YOU、りゅうちぇる                                           | ※初回3時間スペシャル （19:56 - 22:54）             |
| （※8月22日は『世界の超S級危険生物』〈19:00 - 20:57〉のため休止。）                           |                                       | |                                                    |
| （※8月29日は『ご対面バラエティー 7時にあいましょう 2時間SP』〈19:00 - 20:57〉のため休止。）  |                                       | |                                                    |
| 2                                                                                            | 9月5日                                | 辰巳琢郎、IKKO、えなりかずき、武井壮、池谷幸雄 |                                                    |
| （※9月12日 - 10月10日は改編期特番のため休止。）                                              |                                       | |                                                    |
| 3                                                                                            | 10月17日                              | りゅうちぇる、デヴィ夫人、北村晴男、渡辺満里奈、吉川美代子、大谷亮平、 YOU、指原莉乃、鳥越俊太郎、ホラン千秋、ナジャ・グランディーバ、綾部祐二（ピース）                       | ※3時間スペシャル （19:56 - 22:54）                 |
| （※10月24日は『結婚したら人生劇変!○○の妻たち』〈19:00 - 20:57〉のため休止。）                |                                       | |                                                    |
| （※10月31日は『ハロウィン音楽祭2016』〈19:00 - 22:54〉のため休止。）                         |                                       | |                                                    |
| 4                                                                                            | 11月7日                               | 安藤美姫、YOU、松田公太、南美希子、りゅうちぇる、蜷川有紀、江川達也、 友近、綾部祐二（ピース）、鳥越俊太郎、ホラン千秋、ナジャ・グランディーバ、小宮浩信（三四郎）、藤田ニコル | ※3時間スペシャル （19:56 - 22:54）                 |
| （※11月14日は『今夜解決!噂の健康術 名医のTHE太鼓判!』〈19:00 - 20:57〉のため休止。）         |                                       | |                                                    |
| ※11月21日は『アイ・アム・冒険少年』〈19:56 - 22:54〉のため休止。                             |                                       | |                                                    |
| 5                                                                                            | 11月28日                              | 堀ちえみ、哀川翔、ホラン千秋、りゅうちぇる |                                                    |
| （※12月5日は『第49回日本有線大賞』〈19:00 - 20:57〉のため休止。）                            |                                       | |                                                    |
| （※12月12日は『ご対面バラエティー 7時にあいましょう 2時間SP』〈19:00 - 20:57〉のため休止。） |                                       | |                                                    |
| 6                                                                                            | 12月19日                              | デヴィ夫人、YOU、綾部祐二（ピース）、りゅうちぇる、田嶋陽子、住田裕子、勝俣州和、長嶋一茂、古田新太                                                                            | ※3時間スペシャル （19:56 - 22:54） ※枠移動前最終回 |

- レギュラー放送第1シリーズは、連続して放送されることがなく、ほとんどは前番組の『ご対面バラエティー 7時にあいましょう』（2016年12月19日で最終回）の2時間スペシャルや特番で2週連続で休止になることが多く、放送2回目終了後には、5週連続で休止するなどして、通常放送が2回、スペシャルが4回のわずか全6回にとどまった。

| レギュラー放送・第2シリーズ（2017年）                                                                       | レギュラー放送・第2シリーズ（2017年） | レギュラー放送・第2シリーズ（2017年）                                                                                            | レギュラー放送・第2シリーズ（2017年）  |
| 回 | 放送日                                | ゲスト | 備考                                   |
| --- | ------------------------------------- | --- | -------------------------------------- |
| 1 | 1月3日 (火曜日)                       | りゅうちぇる、友近、中尾彬、春香クリスティーン、渡辺満里奈、 尾木直樹、大宮エリー、勝俣州和、古閑美保                            | ※2時間30分スペシャル （21:00 - 23:25） |
| （※1月9日は『さんま玉緒のお年玉! あんたの夢かなえたろかSP』〈21:00 - 22:54〉のため休止。）                  |                                       | |                                        |
| 2 | 1月16日                               | 綾部祐二(ピース)、田原総一朗、堀江貴文、厚切りジェイソン 田嶋陽子、吉岡里帆、デヴィ夫人、哀川翔                                  | ※2時間スペシャル （20:57 - 22:54）     |
| 3 | 1月23日                               | 吉岡里帆、友近、長嶋一茂 |                                        |
| 4 | 1月30日                               | ホラン千秋、ピーター、りゅうちぇる                                                                                               |                                        |
| 5 | 2月6日                                | 原晋、ホラン千秋、武井壮 |                                        |
| （※2月13日は『歌のゴールデンヒット〜オリコン1位の50年間〜』〈第1弾、19:00 - 22:54〉のため休止。）           |                                       | |                                        |
| 6 | 2月20日                               | デヴィ夫人、田原総一朗、山里亮太（南海キャンディーズ）、吉木誉絵、菊地亜美、綾部祐二(ピース)                                     | ※2時間スペシャル （20:57 - 22:54）     |
| 7 | 2月27日                               | 眞鍋かをり、渡辺満里奈、住田裕子                                                                                                 |                                        |
| 8 | 3月6日                                | 片山さつき、宇都宮健児、風間トオル                                                                                               |                                        |
| 9 | 3月13日                               | デヴィ夫人、龍崎孝、吉木誉絵 |                                        |
| （※3月20日・3月27日は改編期特番のため休止。）                                                               |                                       | |                                        |
| 10 | 4月3日                                | 小川泰平、住田裕子、紀藤正樹、デヴィ夫人、和田アキ子、りゅうちぇる                                                               |                                        |
| （※4月10日は『美空ひばり生誕80年 特別企画in東京ドーム 不死鳥コンサート2017』〈19:00 - 22:54〉のため休止。） |                                       | |                                        |
| 11 | 4月17日                               | りゅうちぇる、田嶋陽子、出口保行                                                                                                 |                                        |
| 12 | 4月24日                               | りゅうちぇる、田嶋陽子、出口保行、東国原英夫、堀ちえみ、松沢成文                                                                 |                                        |
| （※5月1日は『あなたが聴きたい歌の4時間スペシャル』〈19:00 - 22:54〉のため休止。）                           |                                       | |                                        |
| 13 | 5月8日                                | 北村晴男、りゅうちぇる、くわばたりえ                                                                                             |                                        |
| 14 | 5月15日                               | りゅうちぇる、渡辺満里奈、小峠英二（バイきんぐ）、吉村崇（平成ノブシコブシ）、住田裕子、芳根京子                                 |                                        |
| （※5月22日は『1番だけが知っている』〈20:57 - 22:54〉のため休止。）                                          |                                       | |                                        |
| 15 | 5月29日                               | 虻川美穂子（北陽）、出口保行、りゅうちぇる                                                                                       | ※2時間スペシャル （20:57 - 22:54）     |
| 16 | 6月5日                                | 吉村崇（平成ノブシコブシ）、住田裕子、芳根京子                                                                                   |                                        |
| 17 | 6月12日                               | 中尾彬、村井國夫、音無美紀子、安藤和津、住田裕子、高草木陽光、りゅうちぇる                                                       |                                        |
| 18 | 6月19日                               | 友近、北村晴男、田嶋陽子、田中美佐子、長嶋一茂、 矢田部孝司、峯岸みなみ（AKB48）今村核、小川泰平                                 |                                        |
| （※7月3日は『緊急!首都大決戦の全真相』〈21:50 - 23:00〉のため休止。）                                       |                                       | |                                        |
| 19 | 7月10日                               | 梅宮アンナ、内山信二、東国原英夫、森泉、山崎樹範、くまだまさし、IMALU、 SILVA、武井壮、渡辺裕太、青山佾、Kダブシャイン、井上咲楽 |                                        |
| 20 | 7月17日                               | 梅宮アンナ、石原良純、森泉、伍代夏子                                                                                             |                                        |
| （※7月24日は『名医のTHE太鼓判5&スーパードクターズ合体4時間SP』〈19:00 - 22:54〉のため休止。）               |                                       | |                                        |
| （※7月31日は『あなたが聴きたい歌の4時間スペシャル』〈19:00 - 22:54〉のため休止。）                          |                                       | |                                        |
| 21 | 8月7日                                | 東国原英夫、谷まりあ、小峠英二（バイきんぐ）、ボビー・オロゴン                                                                   |                                        |
| （※8月14日は『生命38億年スペシャル 人間とは何だ…!?』〈20:00 - 22:54〉のため休止。）                         |                                       | |                                        |
| 22 | 8月21日                               | （なし） |                                        |
| 23 | 8月28日                               | 加藤一二三、吉村崇（平成ノブシコブシ）、斎藤孝、りゅうちぇる                                                                     |                                        |
| 24 | 9月4日                                | 野々村真、的場浩司、YOU、りゅうちぇる                                                                                            | ※最終回                                |

- レギュラー放送第2シリーズは、第1シリーズと比べて休止が少なく、前番組に『月曜名作劇場』がある関係上、通常放送が増えてきた。

### ナレーション
- 石塚運昇
- 山田みほ

## ネット局
第1回（2015年1月6日）
| 放送対象地域   | 放送局                    | 系列    | 放送日時                              | ネット状況 |
| -------------- | ------------------------- | ------- | ------------------------------------- | ---------- |
| 関東広域圏     | TBSテレビ（TBS）          | TBS系列 | 2015年1月6日 23:53 - 翌1:08           | 制作局     |
| 北海道         | 北海道放送（HBC）         | TBS系列 | 2015年1月6日 23:53 - 翌1:08           | 同時ネット |
| 岩手県         | IBC岩手放送（IBC）        | TBS系列 | 2015年1月6日 23:53 - 翌1:08           | 同時ネット |
| 宮城県         | 東北放送（TBC）           | TBS系列 | 2015年1月6日 23:53 - 翌1:08           | 同時ネット |
| 山形県         | テレビユー山形（TUY）     | TBS系列 | 2015年1月6日 23:53 - 翌1:08           | 同時ネット |
| 福島県         | テレビユー福島（TUF）     | TBS系列 | 2015年1月6日 23:53 - 翌1:08           | 同時ネット |
| 新潟県         | 新潟放送（BSN）           | TBS系列 | 2015年1月6日 23:53 - 翌1:08           | 同時ネット |
| 長野県         | 信越放送（SBC）           | TBS系列 | 2015年1月6日 23:53 - 翌1:08           | 同時ネット |
| 静岡県         | 静岡放送（SBS）           | TBS系列 | 2015年1月6日 23:53 - 翌1:08           | 同時ネット |
| 鳥取県・島根県 | 山陰放送（BSS）           | TBS系列 | 2015年1月6日 23:53 - 翌1:08           | 同時ネット |
| 岡山県・香川県 | 山陽放送（RSK）           | TBS系列 | 2015年1月6日 23:53 - 翌1:08           | 同時ネット |
| 福岡県         | RKB毎日放送（rkb）        | TBS系列 | 2015年1月6日 23:53 - 翌1:08           | 同時ネット |
| 山梨県         | テレビ山梨（UTY）         | TBS系列 | 2015年2月14日 12:30 - 13:54           | 遅れネット |
| 富山県         | チューリップテレビ（TUT） | TBS系列 | 2015年4月2日 0:38 - 1:53（1日深夜）   | 遅れネット |
| 石川県         | 北陸放送（MRO）           | TBS系列 | 2015年4月15日 23:53 - 翌1:08          | 遅れネット |
| 長崎県         | 長崎放送（NBC）           | TBS系列 | 2015年6月13日 0:20 - 1:30（12日深夜） | 遅れネット |

第2回（2015年10月1日）
| 放送対象地域   | 放送局                    | 系列    | 放送日時                    | ネット状況 |
| -------------- | ------------------------- | ------- | --------------------------- | ---------- |
| 関東広域圏     | TBSテレビ（TBS）          | TBS系列 | 2015年10月1日 21:00 - 22:48 | 制作局     |
| 北海道         | 北海道放送（HBC）         | TBS系列 | 2015年10月1日 21:00 - 22:48 | 同時ネット |
| 青森県         | 青森テレビ（ATV）         | TBS系列 | 2015年10月1日 21:00 - 22:48 | 同時ネット |
| 岩手県         | IBC岩手放送（IBC）        | TBS系列 | 2015年10月1日 21:00 - 22:48 | 同時ネット |
| 宮城県         | 東北放送（TBC）           | TBS系列 | 2015年10月1日 21:00 - 22:48 | 同時ネット |
| 山形県         | テレビユー山形（TUY）     | TBS系列 | 2015年10月1日 21:00 - 22:48 | 同時ネット |
| 福島県         | テレビユー福島（TUF）     | TBS系列 | 2015年10月1日 21:00 - 22:48 | 同時ネット |
| 山梨県         | テレビ山梨（UTY）         | TBS系列 | 2015年10月1日 21:00 - 22:48 | 同時ネット |
| 新潟県         | 新潟放送（BSN）           | TBS系列 | 2015年10月1日 21:00 - 22:48 | 同時ネット |
| 長野県         | 信越放送（SBC）           | TBS系列 | 2015年10月1日 21:00 - 22:48 | 同時ネット |
| 静岡県         | 静岡放送（SBS）           | TBS系列 | 2015年10月1日 21:00 - 22:48 | 同時ネット |
| 富山県         | チューリップテレビ（TUT） | TBS系列 | 2015年10月1日 21:00 - 22:48 | 同時ネット |
| 石川県         | 北陸放送（MRO）           | TBS系列 | 2015年10月1日 21:00 - 22:48 | 同時ネット |
| 中京広域圏     | CBCテレビ（CBC）          | TBS系列 | 2015年10月1日 21:00 - 22:48 | 同時ネット |
| 近畿広域圏     | 毎日放送（MBS）           | TBS系列 | 2015年10月1日 21:00 - 22:48 | 同時ネット |
| 鳥取県・島根県 | 山陰放送（BSS）           | TBS系列 | 2015年10月1日 21:00 - 22:48 | 同時ネット |
| 岡山県・香川県 | 山陽放送（RSK）           | TBS系列 | 2015年10月1日 21:00 - 22:48 | 同時ネット |
| 広島県         | 中国放送（RCC）           | TBS系列 | 2015年10月1日 21:00 - 22:48 | 同時ネット |
| 山口県         | テレビ山口（tys）         | TBS系列 | 2015年10月1日 21:00 - 22:48 | 同時ネット |
| 愛媛県         | あいテレビ（itv）         | TBS系列 | 2015年10月1日 21:00 - 22:48 | 同時ネット |
| 高知県         | テレビ高知（KUTV）        | TBS系列 | 2015年10月1日 21:00 - 22:48 | 同時ネット |
| 福岡県         | RKB毎日放送（rkb）        | TBS系列 | 2015年10月1日 21:00 - 22:48 | 同時ネット |
| 長崎県         | 長崎放送（NBC）           | TBS系列 | 2015年10月1日 21:00 - 22:48 | 同時ネット |
| 熊本県         | 熊本放送（RKK）           | TBS系列 | 2015年10月1日 21:00 - 22:48 | 同時ネット |
| 大分県         | 大分放送（OBS）           | TBS系列 | 2015年10月1日 21:00 - 22:48 | 同時ネット |
| 宮崎県         | 宮崎放送（mrt）           | TBS系列 | 2015年10月1日 21:00 - 22:48 | 同時ネット |
| 鹿児島県       | 南日本放送（MBC）         | TBS系列 | 2015年10月1日 21:00 - 22:48 | 同時ネット |
| 沖縄県         | 琉球放送（RBC）           | TBS系列 | 2015年10月1日 21:00 - 22:48 | 同時ネット |

レギュラー版
| 放送対象地域   | 放送局                  | 系列    | 放送日時                                      | 備考       |
| -------------- | ----------------------- | ------- | --------------------------------------------- | ---------- |
| 関東広域圏     | TBSテレビ(TBS)          | TBS系列 | 月曜 19:56 - 20:57 (JST) ↓ 月曜 21:53 - 22:54 | 制作局     |
| 北海道         | 北海道放送(HBC)         | TBS系列 | 月曜 19:56 - 20:57 (JST) ↓ 月曜 21:53 - 22:54 | 同時ネット |
| 青森県         | 青森テレビ(ATV)         | TBS系列 | 月曜 19:56 - 20:57 (JST) ↓ 月曜 21:53 - 22:54 | 同時ネット |
| 岩手県         | IBC岩手放送(IBC)        | TBS系列 | 月曜 19:56 - 20:57 (JST) ↓ 月曜 21:53 - 22:54 | 同時ネット |
| 宮城県         | 東北放送(TBC)           | TBS系列 | 月曜 19:56 - 20:57 (JST) ↓ 月曜 21:53 - 22:54 | 同時ネット |
| 山形県         | テレビユー山形(TUY)     | TBS系列 | 月曜 19:56 - 20:57 (JST) ↓ 月曜 21:53 - 22:54 | 同時ネット |
| 福島県         | テレビユー福島(TUF)     | TBS系列 | 月曜 19:56 - 20:57 (JST) ↓ 月曜 21:53 - 22:54 | 同時ネット |
| 山梨県         | テレビ山梨(UTY)         | TBS系列 | 月曜 19:56 - 20:57 (JST) ↓ 月曜 21:53 - 22:54 | 同時ネット |
| 新潟県         | 新潟放送(BSN)           | TBS系列 | 月曜 19:56 - 20:57 (JST) ↓ 月曜 21:53 - 22:54 | 同時ネット |
| 長野県         | 信越放送(SBC)           | TBS系列 | 月曜 19:56 - 20:57 (JST) ↓ 月曜 21:53 - 22:54 | 同時ネット |
| 静岡県         | 静岡放送(SBS)           | TBS系列 | 月曜 19:56 - 20:57 (JST) ↓ 月曜 21:53 - 22:54 | 同時ネット |
| 富山県         | チューリップテレビ(TUT) | TBS系列 | 月曜 19:56 - 20:57 (JST) ↓ 月曜 21:53 - 22:54 | 同時ネット |
| 石川県         | 北陸放送(MRO)           | TBS系列 | 月曜 19:56 - 20:57 (JST) ↓ 月曜 21:53 - 22:54 | 同時ネット |
| 中京広域圏     | CBCテレビ(CBC)          | TBS系列 | 月曜 19:56 - 20:57 (JST) ↓ 月曜 21:53 - 22:54 | 同時ネット |
| 近畿広域圏     | 毎日放送(MBS)           | TBS系列 | 月曜 19:56 - 20:57 (JST) ↓ 月曜 21:53 - 22:54 | 同時ネット |
| 鳥取県・島根県 | 山陰放送(BSS)           | TBS系列 | 月曜 19:56 - 20:57 (JST) ↓ 月曜 21:53 - 22:54 | 同時ネット |
| 岡山県・香川県 | 山陽放送(RSK)           | TBS系列 | 月曜 19:56 - 20:57 (JST) ↓ 月曜 21:53 - 22:54 | 同時ネット |
| 広島県         | 中国放送(RCC)           | TBS系列 | 月曜 19:56 - 20:57 (JST) ↓ 月曜 21:53 - 22:54 | 同時ネット |
| 山口県         | テレビ山口(tys)         | TBS系列 | 月曜 19:56 - 20:57 (JST) ↓ 月曜 21:53 - 22:54 | 同時ネット |
| 愛媛県         | あいテレビ(itv)         | TBS系列 | 月曜 19:56 - 20:57 (JST) ↓ 月曜 21:53 - 22:54 | 同時ネット |
| 高知県         | テレビ高知(KUTV)        | TBS系列 | 月曜 19:56 - 20:57 (JST) ↓ 月曜 21:53 - 22:54 | 同時ネット |
| 福岡県         | RKB毎日放送(rkb)        | TBS系列 | 月曜 19:56 - 20:57 (JST) ↓ 月曜 21:53 - 22:54 | 同時ネット |
| 長崎県         | 長崎放送(NBC)           | TBS系列 | 月曜 19:56 - 20:57 (JST) ↓ 月曜 21:53 - 22:54 | 同時ネット |
| 熊本県         | 熊本放送(RKK)           | TBS系列 | 月曜 19:56 - 20:57 (JST) ↓ 月曜 21:53 - 22:54 | 同時ネット |
| 大分県         | 大分放送(OBS)           | TBS系列 | 月曜 19:56 - 20:57 (JST) ↓ 月曜 21:53 - 22:54 | 同時ネット |
| 宮崎県         | 宮崎放送(mrt)           | TBS系列 | 月曜 19:56 - 20:57 (JST) ↓ 月曜 21:53 - 22:54 | 同時ネット |
| 鹿児島県       | 南日本放送(MBC)         | TBS系列 | 月曜 19:56 - 20:57 (JST) ↓ 月曜 21:53 - 22:54 | 同時ネット |
| 沖縄県         | 琉球放送(RBC)           | TBS系列 | 月曜 19:56 - 20:57 (JST) ↓ 月曜 21:53 - 22:54 | 同時ネット |

- 枠移動前は『月曜名作劇場』を休止して後拡大のSPを、枠移動後は（臨時枠移動した新春SPを除き）『月曜名作劇場』を休止して前拡大のSPを、それぞれ放送することがあった。

## 主なスタッフ

### レギュラー版
- ナレーター：石塚運昇、山田みほ
- 構成：北本かつら、石井裕之、鈴川朋治、片岡章博、美濃部達宏（美濃部→2016年9月5日 - ）、戸田倫彰、松本健(建)一、河口ワタル
- TM：山下直
- TD：山田賢司、中村年正
- カメラ：中村年正、中里子
- VE：姫野雅美、藤本剛、高橋康弘、鈴木昭平、木野内洋
- 音声：森和哉、稲津貴之、宇野仁美
- 照明：押木佑介、鈴木英敬、原昇
- 美術プロデューサー：太田卓志
- 美術デザイン：木村真梨子
- 美術制作：小栗綾介
- 装置：正代俊明
- 操作：佐藤翔太
- 装飾：高橋香織
- メカシステム：濱口利行
- 電飾：荒谷奏子
- アクリル装飾：渡邉卓也
- 化粧：荒川瑠美
- CG：前川恭平
- 小道具：フルマーク
- 編集・MA：T-TEX
- 音効：山本達也、西方裕弥
- TK：葛貫明子
- リサーチ：トロリー、荒井元気、スコープ
- MP：中川通成（2017年1月16日 - ）
- 編成：中井芳彦
- 宣伝：山岸信良
- デスク：大澤麻子
- AD：松野亮、高良咲子、兼武沙和、朴宇誠、山﨑勇人、飯塚絵利加、中川優子、松﨑義大、水戸直希、朴貴玲、中野裕美子、古坂和也、小山鹿の子、安井堅吾、酒井完慈、遠渡美帆、上坂和也、長谷川侑也、石原大輔、細渕舞香、飯塚絵利加、豊里琴乃、廣瀬大亮、池田絢太、島田諒太朗、本間佑香、小田朋美、末井聡、大城慶太、伊東春香、池田絢太、横田夏実、和久心、水上真澄、蛯原実生、前上門周汰、五十嵐尭、宇津宮祐二、犬迫莉菜、武木田一馬、牛山萌美、戸邊綾香、長谷川優太、原田卓弥、岡本裕太、袴田俊平、宮下雅俊
- ディレクター：佐々木卓也、小林悦子、永山靖章、瀬津巧、小川真人、中村裕紀、及能貴之、藤本良雄、青木良憲、中野伸郎、吉村鉄平、大馬渡伸、財津猛、佐藤秀樹、山内学、関谷優作、青柳剛、橋詰圭太、冬野白珠、黒田長憲、市川大作（市川→以前は演出）、中島一彦、堀香奈子、川野雅貴（川野→以前はAD）、真鍋正孝、杉野将人、守山龍之介、田中慶（田中→以前はディレクター→演出）、有馬基揮、久佐賀浩之、谷澤諒、堀田大輔、児玉アトム
- 演出：安永洋平、香西康位、平野亮一、大城浩一郎／中原芳、平野彰子、妹尾篤志、赤堀哲也（安永～大城、妹尾・赤堀→共に以前はディレクター、大城→一時離脱→復帰）
- AP：宮里良子、竹井晶子、伊東芙美子
- 制作進行：清水なつみ（清水→以前はAD）
- キャスティングP：緒方伸介、中垣佐知子（中垣→以前はキャスティングP→協力プロデューサー→一時離脱）
- 協力プロデューサー：八木沼邦彦
- プロデューサー：石黒光典（石黒→2016年10月17日 - ）、嵯峨祥平（嵯峨→以前は編成）
- 総合演出：神尾祐輔（以前は演出）
- 制作協力：ロングテイル、WAONZ、frame inf.、LOGIC ENTERTAINMENT（2017年2月20日 - ）
- 製作著作：TBS

### 過去のスタッフ
- 構成：石坂伸太郎（石坂→2016年9月5日 - ）、相川真紀（相川→2017年5月8日 - ）、清水泰之（清水→2017年7月10日 - ）
- TM：京屋知行、長谷川晃司
- 美術制作：与田滋
- CG：清水誠一郎
- 化粧：大岩乃里子
- 音効：赤津裕明
- リサーチ：渡辺晃太
- 編成：田口健介
- 宣伝：奥住達也
- AP：石川涼子（石川→一時離脱→復帰）
- 制作進行：川村理美、安田真弓（安田→以前はAD）
- ディレクター：大松雅和
- 演出：成田雅仁（成田→以前はディレクター）
- キャスティングP ：佐藤正子（佐藤→2017年5月29日 - ）
- プロデューサー：金原将公
- 制作協力：JUMP

### パイロット版
第1回（2015年1月6日）
- 企画・編成：嵯峨祥平
- ナレーター：石塚運昇
- 構成：石井裕之、興津豪乃、鈴川朋治
- TM：山下直
- TD：橋場照幸
- CAM：梶原美保
- VE：沖田祐貴
- 音声：山崎和敏
- 照明：森田典光
- 編集：井上達生
- MA：橋本光平
- 音効：西野有彦
- CG：前川恭平、清水誠一郎
- 美術：木村真梨子
- 美術制作：与田滋
- 装置：正代俊明
- 操作：牧ヶ谷純二
- 化粧：大桶恭子
- スタイリスト：岩田洋一、勝俣淳子
- 技術協力：e-naスタジオ、スタジオましゅ、バックヤードスタヂオ
- TK：岸田純子
- リサーチ：フォーミュレーション
- 宣伝：井田香帆里
- デスク：大澤麻子
- AD：及能貴之、田中岳大
- ディレクター：中原芳、妹尾篤志、香西康位、小林悦子
- プロデューサー：神尾祐輔、八木沼邦彦、緒方伸介、中垣佐知子
- 制作協力：ロングテイル
- 製作著作：TBS